# Biserica Vlaherne

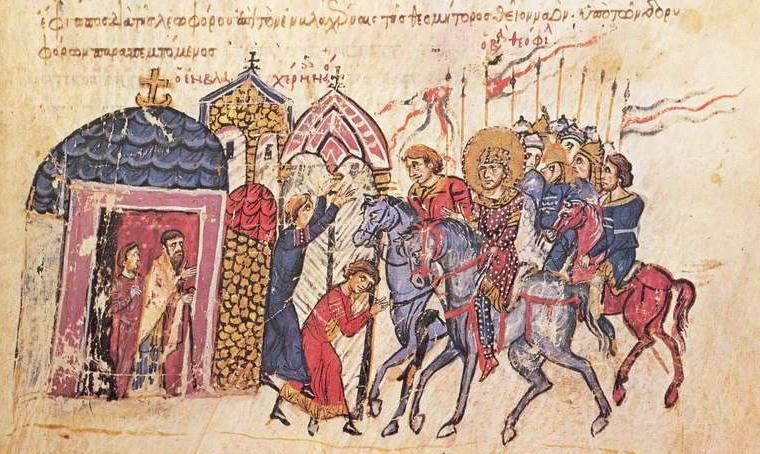
Împăratul Teofil (r. 829-842) vizitează Biserica Sfânta Maria din suburbia Blachernae, din Constantinopol.

Biserica Sfânta Maria din Blachernae, cunoscută în română mai cu seamă ca Biserica Vlaherne, denumită și Sfânta Maria Maica lui Dumnezeu, (în greacă Θεοτόκος των Βλαχερνών, transliterat: Theotókos ton Blachernón, în turcă Meryem Ana Kilisesi) a fost sanctuarul cel mai sfânt din Constantinopol. Făcea parte din suburbia Blachernae, situată în nordul capitalei Constantinopol între Mănăstirea Chora, poarta Andrinopole și Cornul de Aur. Tot aici se aflau palatele lui Alexios I Comnen, Anastase și al Porfirogenetului, turnul lui Isaac Anghelos și una dintre cele 24 de porți din zidul lui Teodosiu al II-lea, care a fost modificat sub domnia lui Heraclius pentru a îngloba biserica. Distrusă de diferite seisme de-a lungul secolelor, biserica a fost restaurată cu nenumărate ocazii, cea mai recentă fiind în 1960. Fântâna sa sacră rămâne un loc de pelerinaj pentru creștinii ortodocși cât și pentru musulmani.

## Istorie

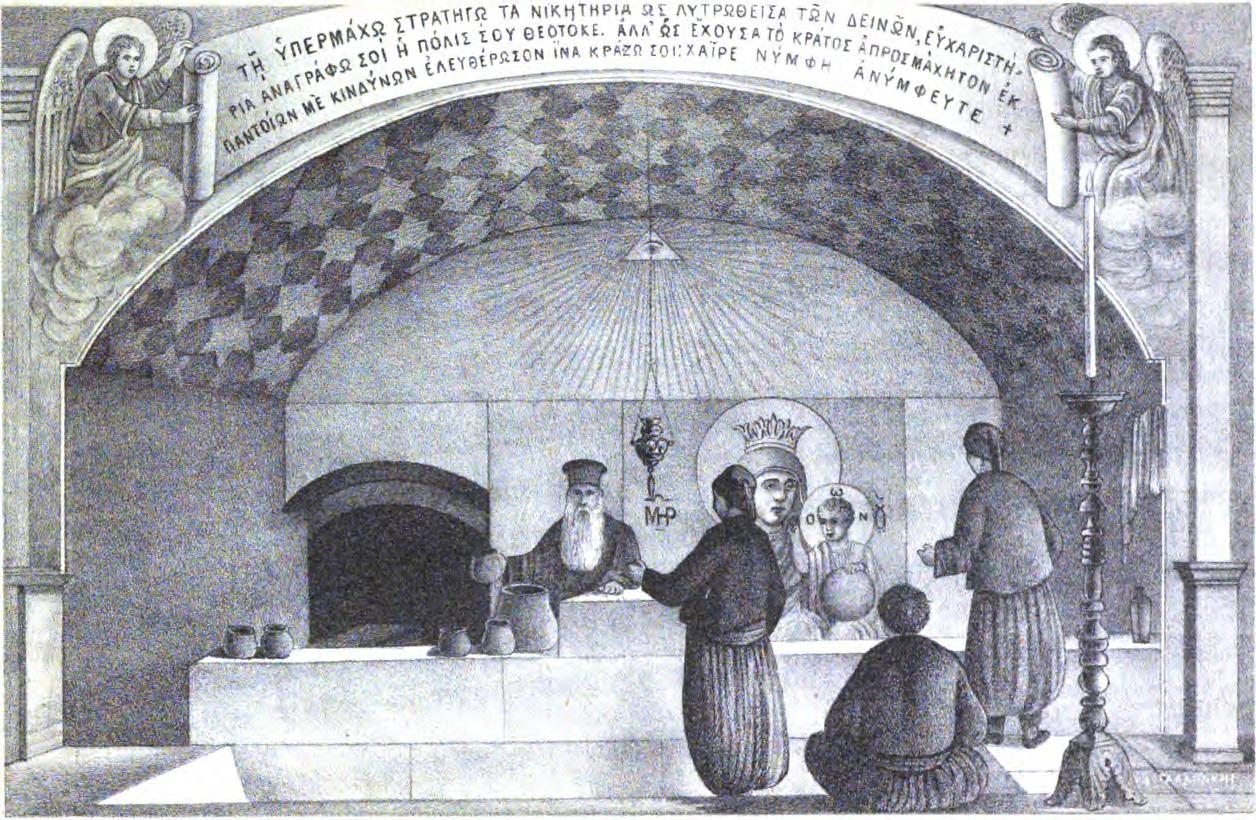
Sanctuarul din Blachernae într-un desen din 1877 extras de A.G. Paspates, « Études topographiques byzantines ».

În 450, împărăteasa Aelia Pulcheria a început construcția unei biserici pe locul unei fântâni sfinte (în greacă: Ayίasma) a cărei apă era reputată cu virtuți curative grație icoanei Blachernitissa*, Sfânta Fecioară din Blachernae. Era situată în afara zidurilor lui Teodosiu al II-lea, la poalele celei de-a șasea coline din Constantinopol. După moartea sa, în 453, sanctuarul a fost completat de soțul său, împăratul Marcian (r. 450-457). 
Împăratul Leon I (r. 457-474) a dispus construirea a două alte edificii: un parecclesion*  denumit Sfântul Relicvariu (în greacă: Ayίa Sorόs) pentru adăpostirea mantalei (maphorion*) și tunicii Fecioarei Maria, aduse din Palestina, în 473, precum și Baia Sacră (în greacă Ayίon Loύsma) în jurul fântânii.
Împăratul Anastasiu (r. 491-518) a început construcția Palatului Blachernae peste biserică probabil ca o locuință provizorie în timpul vizitelor sale la sanctuarul Fecioarei Maria. La începutul secolului al VI-lea, împărații Iustin I (r. 518-527) și Iustinian I (r. 527-565) au restaurat biserica și au mărit-o.
Biserica adăpostea o celebră icoană a Fecioarei Maria venerată sub numele de Blachernitissa* (sau Vlachernitissa, literele « V » și « B » se pronunțau aproape identic) decurgând de la numele bisericii. Pictată pe lemn, icoana era protejată cu un acoperământ de aur și argint. Icoana și relicvele Fecioarei Maria erau păstrate în parecclesion* (vd. imaginea de mai sus). Se recurgea la puterile lor miraculoase în caz de războaie sau de catastrofe naturale. Prima dovadă a puterii lor datează din 626 când Constantinopolul a fost asediat de forțele combinate ale avarilor și perșilor, pe când Heraclius (r. 610-641) era plecat să lupte cu perșii în Mesopotamia. Constantin, fiul împăratului, precum și patriarhul Sergios și patriciul Bonos au purtat icoana Blachernitissa în procesiune în jurul zidurilor de apărare cântând un imn compus de patriarh «Akathistos», care se cântă și astăzi (vd. infra). Puțin după aceea, flota avarilor era distrusă. Hanul avarilor a mărturisit apoi că s-a înspăimântat la viziunea unei tinere femei împodobită cu bijuterii care parcurgea zidul de apărare.

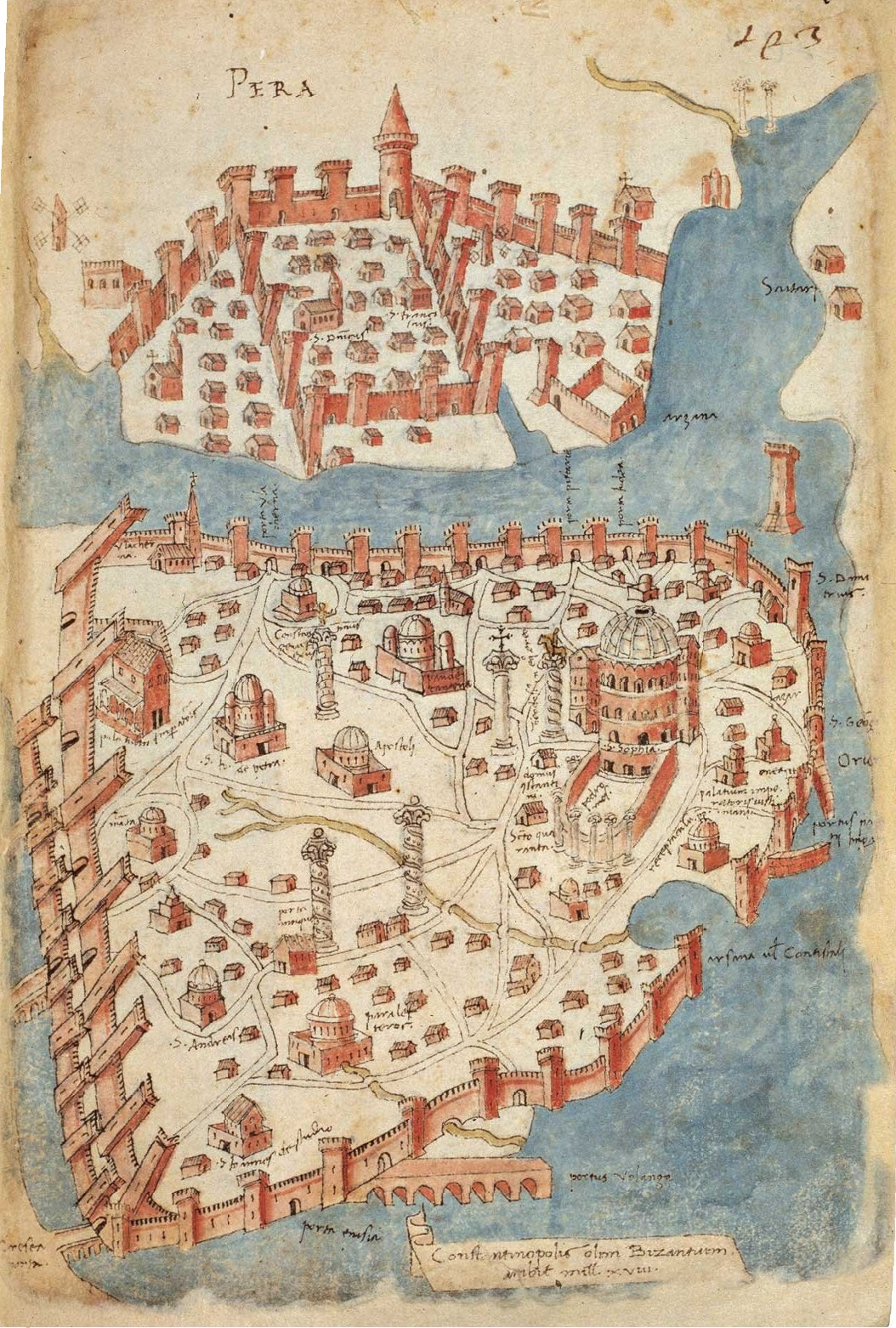
Planul Constantinopolului luat în 1420 după Cristoforo Buondelmonti. Cartierul Blachernae se află la stânga de centrul orașului, înconjurat de zidul orașului la sud de Cornul de Aur.

După ridicarea asediului, constantinopolitanii au constatat, spre marea lor surprindere, că biserica, situată în afara zidurilor de apărare ale orașului, scăpase, în mod miraculos, de jaf. Când Heraclius, după ce i-a învins pe perși a revenit la Constantinopol, aducând înapoi Adevărata Cruce, care fusese capturată de către perși în Ierusalim, patriarhul l-a întâmpinat la Sfânta Maria din Blachernae. Câtva timp mai târziu, împăratul a dispus construirea unui zid special, care prelungea zidul lui Teodosiu, în așa fel încât suburbia Blachernae să fie inclusă în oraș (vd. imaginea alăturată).
Victoriile bizantine în timpul asediilor arabe (717-718) și rusă (860) au fost atribuite și ele protecției Fecioarei din Blachernae. La asediul rușilor vălul sau mantaua care acoperea capul Fecioarei (maphorion*) a fost udat în mare pentru a invoca protecția lui Dumnezeu contra flotei ruse. Câteva zile mai târziu, flota rusă era anihilată. În 926, când orașul a fost asediat de Simeon al Bulgariei, sfintelor relicve li s-a atribuit faptul că țarul s-a văzut constrâns să negocieze și să abandoneze asediul.

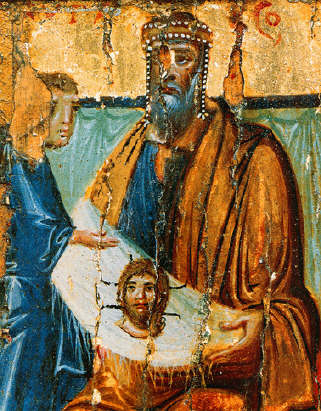
Regele Abgar al V-lea primind Mandylion-ul, cu Sfânta Față a lui Hristos, imprimată într-un mod miraculos pe un ștergar (icoană din secolul al X-lea).

La 15 august 944, biserica a primit două noi relicve: scrisoarea scrisă de Isus regelui Abgar al V-lea și Mandylion*ul. Aceste două relicve au fost apoi transferate la Biserica Sfânta Maria a Farului sau Theotokos din Marele Palat.
Biserica Sfânta Maria din Blachernae fiind un centru de venerare al icoanelor, a jucat un rol important în timpul disputelor religioase din anii 726 - 843. În cursul perioadei iconoclaste a Imperiului Bizantin, sesiunea finală a Conciliului de la Hiereia / Sinodului de la Hieria (754) a condamnat cultul icoanelor. În consecință, împăratul Constantin al V-lea (r. 741-775) a poruncit distrugerea mozaicurilor care împodobeau biserica și înlocuirea lor cu alte mozaicuri care reprezentau doar scene din natură (arbori, păsări și alte animale).. Icoana Blachernitissa a fost acoperită cu o tencuială de mortar. Odată cu sfârșitul iconoclasmului, în 843, Sărbătoarea Dreptei Credințe a fost celebrată aici, pentru prima oară, cu o Agrypnίa, care de atunci se celebrează în prima duminică din Postul Mare.
Celebra icoană a fost regăsită în timpul lucrărilor de restaurare executate sub domnia lui Romanos al III-lea (r. 1028-1034) și a redevenit una dintre icoanele cele mai venerate din Constantinopol.
Biserica Vlaherne a fost complet distrusă de un incendiu în 1070 și reconstruită de Roman Diogenes (r. 1068-1071) și/sau Mihail al VII-lea Ducas (r. 1071-1078) după planurile originale.
Potrivit Anei Comnena, un miracol denumit «miracolul obișnuit» (to synetis thavma) avea loc în fiecare vineri când, după apusul Soarelui, biserica fiind goală, vălul care acoperea icoana se ridica încetișor pentru a arăta fața Fecioarei, înainte de a coborî douăzeci și patru de ore mai târziu. Dar acest miracol a încetat să se mai producă cu regularitate pentru a dispărea complet după cucerirea de către latini a Constantinopolului.
După invazia din 1204, biserica a fost ocupată de clerul latin și pusă sub directa autoritate a Romei. Totuși, chiar înainte de recucerirea din 1261, Ioan al III-lea Ducas Vatatzes (r. la Niceea 1222-1254) a reușit să răscumpere biserica pentru a fi redată clerului ortodox.
În 1347, la 13 mai, s-a celebrat aici căsătoria Helenei, fiica lui Ioan al VI-lea Cantacuzino (r. 1347-1354) cu Ioan al V-lea Paleologul (r. 1341-1391) atunci în vârstă de abia cincisprezece ani. Căsătoria ar fi trebuit, în mod normal, să fie celebrată la catedrala Hagia Sophia, dar aceasta era practic în ruină, o parte din dom fiind prăbușit anul precedent. Căsătoria a fost lipsită de strălucire, tezaurul public fiind gol din cauza războiului civil, iar bijuteriile coroanei fuseseră puse în gaj de împărăteasa Ana.
La 29 februarie 1434, copii ai aristocrației, care vânau porumbei pe acoperișul bisericii, au dat foc accidental acesteia care a fost distrusă complet precum și o parte din imobilele învecinate.
În sfârșit, în 1453, înainte de asaltul final al turcilor asupra Constantinopolului, împăratul Constantin al XI-lea Paleologul (r. 1448-1453) a adus toate sfintele relicve din oraș, inclusiv icoanele Fecioara Hodegetria* și Fecioara Blachernitissa, pentru a fi purtate în procesiune pe zidurile orașului, sperându-se că acestea vor proteja Constantinopolul, așa cum o mai făcuseră și în trecut, dar în van.
Suburbia a fost aproape abandonată în perioada otomană. Totuși, în 1867, ghilda / breasla furierilor ortodocși a cumpărat o parcelă din jurul fântânii pentru a construi o bisericuță căreia i s-au făcut, de atunci, diverse adăugiri.
Cea mai recentă restaurare datează din 1960, când o bisericuță greacă a fost construită pentru adăpostirea vestigiilor găsite precum și fântâna sfântă care rămâne un loc de pelerinaj atât pentru creștinii ortodocși cât și pentru musulmani.

## Arhitectură

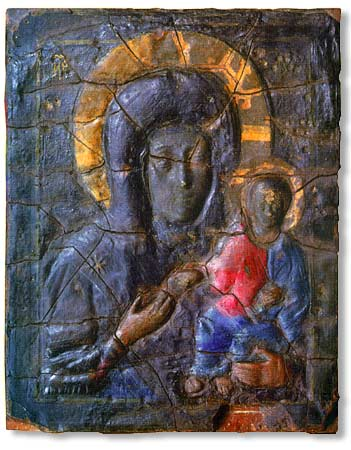
Icoana Fecioarei Maria cu Pruncul Isus, presupusa icoană Blachernitissa / Vlachernítissa* (Theotokos), donată de Leon I, care a supraviețuit, în mod misterios, incendiilor, pentru a fi transferată la Muntele Athos, iar apoi la Biserica Adormirea Maicii Domnului din Kremlinul din Moscova.

Complexul religios din Blachernae cuprindea trei componente: Biserica Sfânta Maria, capela relicvariului (Ayίa Sorόs) și baia sacră (Ayion Loύsma).
Biserica însăși, calificată drept vastă (mégas naόs), adopta planul bazilical* cu un spațiu central divizat în trei părți de două coloane. Acest plan era similar celorlalte două biserici din epocă, aflate la Constantinopol, cum este aceea din Mănăstirea Studion. Ea era ridicată pe un dreptunghi de 96 de metri pe 36 de metri. Iustinian ar fi edificat un dom pe biserică, dacă l-am crede pe Procopius care, în cartea sa De Edificiis, menționa că «cele două colonade se încurbau la mijlocul navei pentru a forma un semicerc.» Împăratul Iustin al II-lea i-a adăugat cele două brațe transversale dând astfel planului aparența unei cruci. Reconstrucția din 1070 s-a făcut, se pare, după acest plan. Ambasadorul spaniol Ruy Gonzáles de Clavijo, care a vizitat Constantinopolul în 1402, a descris un edificiu cu trei nave, cea din centru fiind mai înaltă decât celelalte două. Coloanele fiind făcute din jasp verde în timp ce capitelurile și baza coloanelor erau aurite și sculptate din marmură albă. Biserica își pierduse, în epocă, domul, iar un plafon divizat în segmente multicolore era decorat cu ghirlande aurii.

În epocă, zidurile erau acoperite cu marmură colorată, asamblată cu mortar argintiu. Spre mijlocul navei se afla un amvon argintat; nava însăși era închisă printr-un iconostas bogat, înconjurat cu sculpturi. Pe partea superioară a pereților se aflau mozaicuri care reprezentau minunile lui Hristos și multe episoade din viața Sa până la Înălțare. Biserica poseda și jubee și un paraclis. Printr-un portic și o scară se putea ajunge direct la Palatul Blachernae situat chiar deasupra.

În dreapta bisericii se afla parecclesion* numit Ayίa Sorόs, care conținea veșmântul Fecioarei Maria, la care s-au adăugat apoi o parte din brâul Său și din maphόrion*-ul Său (acum păstrate la mănăstirea Vatopedu din Muntele Athos). Edificiul avea o formă rotundă și avea un narthex* și jubee. O icoană a Fecioarei Maria, donată de împăratul Leon I (r. 454-474) și soția sa Verina, Bachernitissa, era venerată aici. La dreapta acestei icoane se afla o raclă acoperită cu aur și argint, care conținea moaște prețioase. Ele au fost recuperate după ocupația latină și păstrate în biserică până la distrugerea acesteia în incendiul din 1434. 

Al treilea edificiu era baia sfântă, care cuprindea trei părți: anticamera, unde împăratul își lăsa hainele, kόlymbos sau bazinul de scufundare și Sala Sfântul Photios. Acesta se afla pe partea dreaptă a parecclesion*-ului, cu care comunica printr-o ușă. Piscina consta într-o vastă încăpere peste care era situat un dom; în mijlocul încăperii se afla bazinul. Încăperea era împodobită cu icoane, iar apa se scurgea, de pe mâinile unei statui a Fecioarei Maria, spre bazin. O reprezentare a Sfântului Photios împodobea centrul domului. În fiecare an, cu ocazia sărbătorii Adormirea Maicii Domnului (15 august), după ce venera maphόrion*-ul Fecioarei Maria, împăratul se scufunda de trei ori în baia sacră.

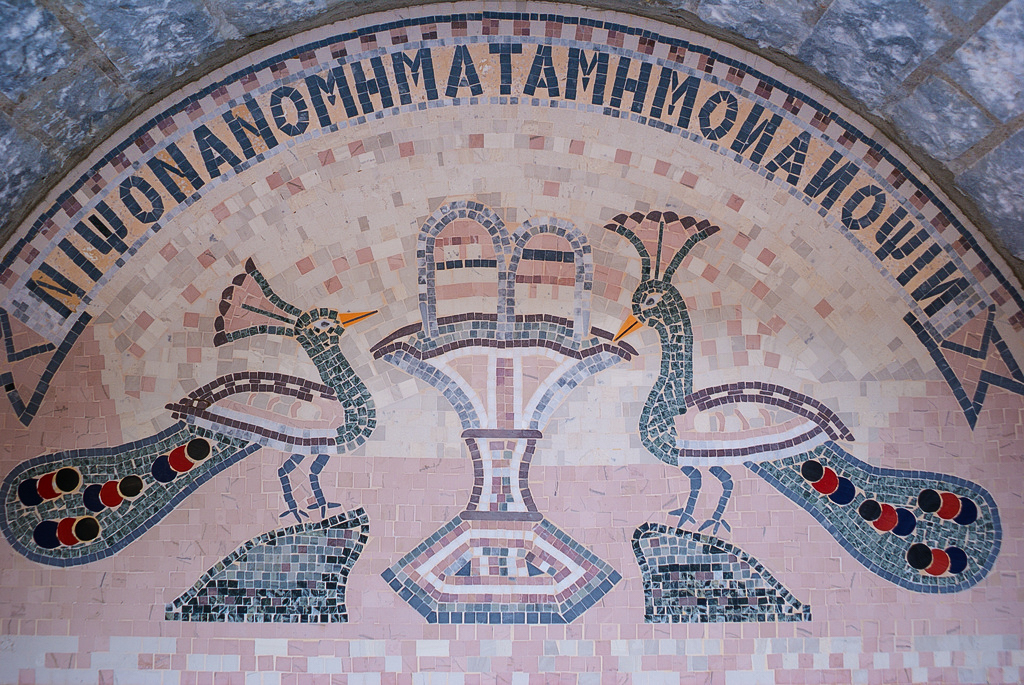
Palindromul „Nipson anominata mi monan opsin” înscris pe un mozaic la intrarea în Hagia Sophia, din Istanbul.

Bisericuța în care se află, în zilele noastre, fântâna sacră este construită pe un plan trapezoidal și decorată cu icoane și fresce. Fântâna, despre care se afirmă că are funcții curative, este o destinație privilegiată a pelerinilor, atât ortodocși cât și musulmani, care cred că Fecioara Blachernitissa va interveni pentru ei precum și pentru apropiații lor, cum a intervenit și în trecut în favoarea Constantinopolului. Un rând de robinete le permite și să se spele pe ochi. Deasupra acestor robinete, poate fi citită o inscripție formând un palindrom: ΝΙΨΟΝ ΑΝΟΜΗΜΑΤΑ ΜΗ ΜΟΝΑΝ ΟΨΙΝ, transliterat: « Nipson anomίnata mi mόnan όpsin » (în traducere: „Spală-te nu numai pe ochi, ci și de păcate”). Apa cade apoi într-o conductă subterană care, potrivit tradiției, ar lega fântâna sacră cu aceea de la Sfânta Maria a Fântânii, de la Balikli. În fiecare vineri, începând de la sărbătoarea Buna Vestire și în tot Postul Mare, imnul Acatist, compus de patriarhul Sergios (în timpul asediului din 626), se cântă aici.

## Glosar
- (r. 457-474): O notație de acest tip arată anii între care a domnit un monarh.
- Blachernitissa / Vlachernitissa (în greacă: Βλαχερνίτισσα), denumită și Maica Domnului din Blachernae (în greacă: Θεοτόκος των Βλαχερνών, Θεοτόκος η Βλαχερνίτισσα), sau Fecioara de Vlachernitissa (în greacă: Παναγία η Βλαχερνίτισσα) este o icoană care o reprezintă pe Maria din Nazareth, ținându-L pe brațul stâng pe Fiul său Isus. În prezent se află la Galeria Tretiakov din Moscova.
- Fecioara Hodegetria: Altă icoană celebră venerată la Constantinopol, ea ar fi fost pictată de Sfântul Evanghelist Luca. Fecioara Maria este reprezentată în picioare ținându-l pe Pruncul Isus, pe brațul stâng. Sfânta Fecioară conduce, arată drumul, potrivit etimologiei cuvântului.
- Maphόrion în greacă: μαφόριον): Manta amplă purtată de femei, a cărei parte superioară acoperea capul, gâtul și cel puțin partea superioară a corpului.
- Mandylion sau Imaginea din Edessa: Potrivit tradiției creștine, o relicvă care constă într-o piesă de țesătură dreptunghiulară pe care Fața lui Hristos (sau Sfânta Față) a fost imprimată, în mod miraculos, în timpul vieții acestuia.
- Narthex: Portic intern așezat la intrarea în unele biserici paleocreștine sau medievale care face trecerea între exterior și interior.
- Parecclesion (în greacă: παρεκκλήσιον/„capelă”, „paraclis”): tip de capelă laterală, care servește adesea la scopuri funerare, care se găsește în arhitectura bisericilor bizantine.
- Plan bazilical: Planul unei biserici care se dezvoltă în lungime în opoziție cu «planul centrat».